# Insekt des Jahres
Das Insekt des Jahres wird in Deutschland seit dem Jahr 1999 jährlich durch das von Holger Heinrich Dathe gegründete Kuratorium Insekt des Jahres ausgerufen. Die Aktion wird vom Senckenberg Deutschen Entomologischen Institut in Müncheberg koordiniert.
Seit dem Jahr 2000 wurde in Österreich ein eigenes Insekt des Jahres gekürt. In dem Kuratorium für Österreichs Insekt des Jahres wirkten unter anderem österreichische Fachgesellschaften für Entomologie und der Naturschutzbund Österreich mit. Von 2005 bis 2023 wurde die Wahl gemeinsam für Deutschland und Österreich durchgeführt, seit 2009 gemeinsam für Deutschland, Österreich und die Schweiz. Ab 2024 ernennt der Naturschutzbund Österreich wieder ein eigenes Insekt des Jahres.
Meist werden bekannte, sehr auffällige oder interessante Insekten gewählt. Das Insekt des Jahres wird der Öffentlichkeit durch Pressearbeit bekannt gemacht und in einem Faltblatt genauer beschrieben. Die Aktion hat den Zweck, auf die Gefährdung und den Nutzen der Kleintierwelt für den Menschen hinzuweisen, ähnlich wie andere Aktionen aus dem Bereich Natur des Jahres.

## Insekten des Jahres

### Deutschland (1999–2004)
| Jahr | deutscher Name            | wissenschaftlicher Name | Abbildung                      |
| ---- | ------------------------- | ----------------------- | ------------------------------ |
| 1999 | Gemeine Florfliege        | Chrysoperla carnea      | 1999 Gemeine Florfliege        |
| 2000 | Goldglänzender Rosenkäfer | Cetonia aurata          | 2000 Goldglänzender Rosenkäfer |
| 2001 | Plattbauch                | Libellula depressa      | 2001 Plattbauch                |
| 2002 | Zitronenfalter            | Gonepteryx rhamni       | 2002 Zitronenfalter            |
| 2003 | Feldgrille                | Gryllus campestris      | 2003 Feldgrille                |
| 2004 | Hainschwebfliege          | Episyrphus balteatus    | 2004 Hainschwebfliege          |

### Österreich (2000–2004)
| Jahr | deutscher Name          | wissenschaftlicher Name                                               | Abbildung                          |
| ---- | ----------------------- | --------------------------------------------------------------------- | ---------------------------------- |
| 2000 | Wiener Nachtpfauenauge  | Saturnia pyri                                                         | 2000 Wiener Nachtpfauenauge        |
| 2001 | Alpenbock               | Rosalia alpina                                                        | 2001 Alpenbock                     |
| 2002 | Quelljungfern (3 Arten) | Cordulegaster boltonii , Cordulegaster bidentata, Cordulegaster heros | 2002 Cordulegaster boltonii · 2002 |
| 2003 | Europäischer Bachhaft   | Osmylus fulvicephalus                                                 | 2003 Europäischer Bachhaft         |
| 2004 | Segelfalter             | Iphiclides podalirius                                                 | 2005 Segelfalter                   |

### Deutschland und Österreich (2005–2008)
| Jahr | deutscher Name          | wissenschaftlicher Name   | Abbildung                    |
| ---- | ----------------------- | ------------------------- | ---------------------------- |
| 2005 | Steinhummel             | Bombus lapidarius         | 2005 Steinhummel             |
| 2006 | Siebenpunkt-Marienkäfer | Coccinella septempunctata | 2006 Siebenpunkt-Marienkäfer |
| 2007 | Ritterwanze             | Lygaeus equestris         | 2007 Ritterwanze             |
| 2008 | Esparsetten-Widderchen  | Zygaena carniolica        | 2008 Esparsetten-Widderchen  |

### Deutschland, Österreich und Schweiz (2009–2023)
| Jahr | deutscher Name                                                                                          | wissenschaftlicher Name     | Abbildung                           |
| ---- | --- | --------------------------- | ----------------------------------- |
| 2009 | Gemeine Blutzikade                                                                                      | Cercopis vulnerata          | 2009 Gemeine Blutzikade             |
| 2010 | Ameisenlöwe                                                                                             | Myrmeleon formicarius       | 2010 Ameisenlöwe                    |
| 2011 | Große Kerbameise                                                                                        | Formica exsecta             | 2011 Große Kerbameise               |
| 2012 | Hirschkäfer                                                                                             | Lucanus cervus              | 2012 Hirschkäfer                    |
| 2013 | Gebänderte Flussköcherfliege                                                                            | Rhyacophila fasciata        | 2013 Gebänderte Flussköcherfliege   |
| 2014 | Goldschildfliege                                                                                        | Phasia aurigera             | 2014 Goldschildfliege               |
| 2015 | Silbergrüner Bläuling                                                                                   | Polyommatus coridon         | 2015 Silbergrüner Bläuling          |
| 2016 | Dunkelbrauner Kugelspringer (gehört nicht zu den Insekten im engeren Sinne, sondern zu den Sechsfüßern) | Allacma fusca               | 2016 Dunkelbrauner Kugelspringer    |
| 2017 | Europäische Gottesanbeterin                                                                             | Mantis religiosa            | 2017 Europäische Gottesanbeterin    |
| 2018 | Gemeine Skorpionsfliege                                                                                 | Panorpa communis            | 2018 Gemeine Skorpionsfliege        |
| 2019 | Rote Mauerbiene                                                                                         | Osmia bicornis              | 2019 Rote Mauerbiene                |
| 2020 | Schwarzblauer Ölkäfer                                                                                   | Meloe proscarabaeus         | 2020 Schwarzblauer Ölkäfer          |
| 2021 | Dänische Eintagsfliege                                                                                  | Ephemera danica             | 2021 Dänische Eintagsfliege         |
| 2022 | Schwarzhalsige Kamelhalsfliege                                                                          | Venustoraphidia nigricollis | 2022 Schwarzhalsige Kamelhalsfliege |
| 2023 | Landkärtchen                                                                                            | Araschnia levana            | 2023 Landkärtchen                   |

### Deutschland und Schweiz (2024)
| Jahr | deutscher Name | wissenschaftlicher Name | Abbildung       |
| ---- | -------------- | ----------------------- | --------------- |
| 2024 | Stierkäfer     | Typhaeus typhoeus       | 2024 Stierkäfer |

### Österreich (2024)
| Jahr | deutscher Name      | wissenschaftlicher Name | Abbildung                |
| ---- | ------------------- | ----------------------- | ------------------------ |
| 2024 | Matter Pillenwälzer | Sisyphus schaefferi     | 2024 Matter Pillenwälzer |

### Deutschland, Österreich und Schweiz (2025)
| Jahr | deutscher Name          | wissenschaftlicher Name | Abbildung                    |
| ---- | ----------------------- | ----------------------- | ---------------------------- |
| 2025 | Holzwespen-Schlupfwespe | Rhyssa persuasoria      | 2025 Holzwespen-Schlupfwespe |

## Kuratorium Insekt des Jahres
Das Kuratorium Insekt des Jahres wählt jedes Jahr aus zahlreichen Vorschlägen ein Insekt aus und gibt die Entscheidung bei einer Pressekonferenz bekannt.

### Anfängliche Zusammensetzung
Das Kuratorium bestimmte das Insekt des Jahres anfänglich nur für Deutschland. Bei der Wahl zum ersten Insekt des Jahres (Gemeine Florfliege, 1999) wirkten folgende Institutionen mit:
- Deutsches Entomologisches Institut, Eberswalde. Vorsitzender des Kuratoriums: Holger Heinrich Dathe
- Bundesfachausschuss Entomologie im Naturschutzbund Deutschland
- Deutsche Gesellschaft für allgemeine und angewandte Entomologie
- Entomofaunistische Gesellschaft, Dresden
- Haus des Waldes, Amt für Forstwirtschaft, Königs Wusterhausen
- Landesforstanstalt Eberswalde
- Ministerium für Ernährung, Landwirtschaft und Forsten des Landes Brandenburg, Potsdam
- Waldschule, Amt für Forstwirtschaft Eberswalde

### Aktuelle Zusammensetzung
Seit 2005 wurde die Wahl zum Insekt des Jahres gemeinsam für Deutschland und Österreich durchgeführt, seit 2009 gemeinsam für Deutschland, Österreich und die Schweiz. Entsprechend nahmen auch Fachleute aus Österreich und der Schweiz an der Abstimmung im Kuratorium teil. Derzeit (2018) sind folgende Institutionen im Kuratorium vertreten:
Deutschland
- Senckenberg Deutsches Entomologisches Institut, Müncheberg. Vorsitzender des Kuratoriums: Thomas Schmitt
- Bundesfachausschuss Entomologie im Naturschutzbund Deutschland
- Bundesverband Deutsche Ameisenschutzwarte
- Deutsche Gesellschaft für allgemeine und angewandte Entomologie
- Entomofaunistische Gesellschaft, Dresden
- Julius Kühn-Institut, Bundesforschungsinstitut für Kulturpflanzen
- Münchner Entomologische Gesellschaft
- Museum für Naturkunde Berlin – Leibniz-Institut für Evolutions- und Biodiversitätsforschung
- Schutzgemeinschaft Deutscher Wald
- Sparkasse Barnim, Eberswalde

Österreich
- Österreichische Entomologische Gesellschaft, Wien
- Naturschutzbund Österreich, Salzburg

Schweiz
- Schweizerische Entomologische Gesellschaft

### Kuratorium für Österreichs Insekt des Jahres
In Österreich wurde für die Jahre 2000 bis 2004 ein eigenes Insekt des Jahres gewählt. In dem Kuratorium für Österreichs Insekt des Jahres wirkten Vertreter aus folgenden Institutionen mit (in der Reihenfolge des Beitritts, Stand 2001):
- Österreichische Entomologische Gesellschaft
- Institut für Naturschutz, Steiermark
- Österreichischer Naturschutzbund
- Arbeitsgemeinschaft Österreichischer Entomologen
- Österreichische Gesellschaft für Entomofaunistik
- Bundesamt und Forschungszentrum für Landwirtschaft
- ein Landesmuseum (jährlich ein anderes Bundesland)
- Bundesministerium für Land- und Forstwirtschaft, Wasser und Umwelt

## Auswahlkriterien
Für die Wahl des Insekts des Jahres in Österreich (ab 2000) stellte eine Arbeitsgruppe der Österreichischen Entomologischen Gesellschaft folgende Auswahlkriterien für das österreichische Kuratorium zusammen:
- Die Art soll typisch für Österreich sein, eventuell dort endemisch oder Name mit Bezug zu Österreich
- Attraktives, „fotogenes“ Aussehen (Mindestgröße, leicht erkennbar, bunt oder kontrastreich)
- Bekanntheit (bekannter deutscher Name, zumindest Biologielehrer sollten die Art kennen)
- Verfügbarkeit von sehr guten Fotos für Presseartikel, möglichst auch Filmmaterial
- Die Biologie der Art sollte ausreichend bekannt, gut darstellbar und im Schulunterricht erklärbar sein
- Gutes Image: interessante Biologie, kein Schädling oder Lästling, keine gefährliche Art
- Besonderen Lebensraumtyp bewohnend: Leitart für das Habitat, ggf. auf gefährdeter Pflanze oder in gefährdetem Biotop lebend, Habitatschutz soll möglich sein
- Besondere Gefährdung (Rote Liste, gesetzlich geschützt, „einen Rettungsversuch wert“, ggf. ehemals weit verbreitet, für die EU relevant)
- Kurzfristige Realisierbarkeit des Begleitprogramms (z. B. mit Pressearbeit, Broschüren, Briefmarke)
- Die Art sollte Begeisterung ermöglichen und weitere Institutionen zur Mitwirkung motivieren (Naturschutzvereinigungen, Medien, Schulen, Ministerien etc.)
- Auch der Einzelne soll etwas tun können, z. B. Lebensraumschutz im eigenen Garten
- Chance, mit Hilfe dieses Insekts Aufklärung zu betreiben und Missverständnisse auszuräumen
- Die Art soll interessant sein, Fragen wecken, einzigartige Eigenschaften haben
- Förderungsmöglichkeiten durch Naturschutzorganisationen, Ministerien und Behörden oder die EU
- Objektivierbarkeit der Auswahl durch Auszählung, wie viele der vorgenannten Kriterien zutreffen

Johannes Gepp vom Institut für Naturschutz in Graz berichtete, dass bei der ersten Wahl für das Jahr 2000 zahlreiche Vorschläge an dem Kriterium „Verfügbarkeit von sehr guten Fotos“ scheiterten. Das Wiener Nachtpfauenauge erfüllte viele Auswahlkriterien, unter anderem: Bezug zu Österreich (wurde schon 1775 von österreichischen Insektenforschern beschrieben, „Wien“ im Namen), schöne Zeichnung der Flügel, Besonderheiten (größter Schmetterling in Mitteleuropa, auffällige grüne Raupen), Bedrohung aus verschiedenen Gründen, starker Rückgang des Bestandes, Schutzmöglichkeiten. Dennoch erwies sich die Auswahl unter den insgesamt 31 Vorschlägen als kompliziert. Das Wiener Nachtpfauenauge konnte erst nach mehreren Abstimmungsrunden und monatelanger Beratung mit relativer Mehrheit gewählt werden. Bei der zweiten Wahl (Alpenbock, 2001) stand das Kriterium im Vordergrund, dass die Art bedroht und EU-weit streng geschützt ist (Fauna-Flora-Habitat-Richtlinie).